# Odax
Odax es un género de peces de la familia Odacidae, del orden Perciformes. Este género marino fue descrito científicamente en 1840 por Achille Valenciennes.

## Especies
Especies reconocidas del género:
- Odax cyanoallix Ayling & Paxton, 1983
- Odax pullus (J. R. Forster, 1801)